# Échancré
Libythea celtis
Espèce
L’Échancré (Libythea celtis) est une espèce d'insectes lépidoptères (papillons) qui appartient à la famille des Nymphalidae. C'est la seule espèce de la sous-famille des Libytheinae à être présente en Europe.

## Description

### Imago
Les ailes ont un dessin très découpé en particulier au niveau de l'apex des antérieures avec au niveau des postérieures un feston en pointe à chaque nervure. Il est marron orné de grandes taches orange présentes aussi sur le revers des ailes antérieures alors que le revers des postérieures est marron chez la femelle, marron grisé chez le mâle.

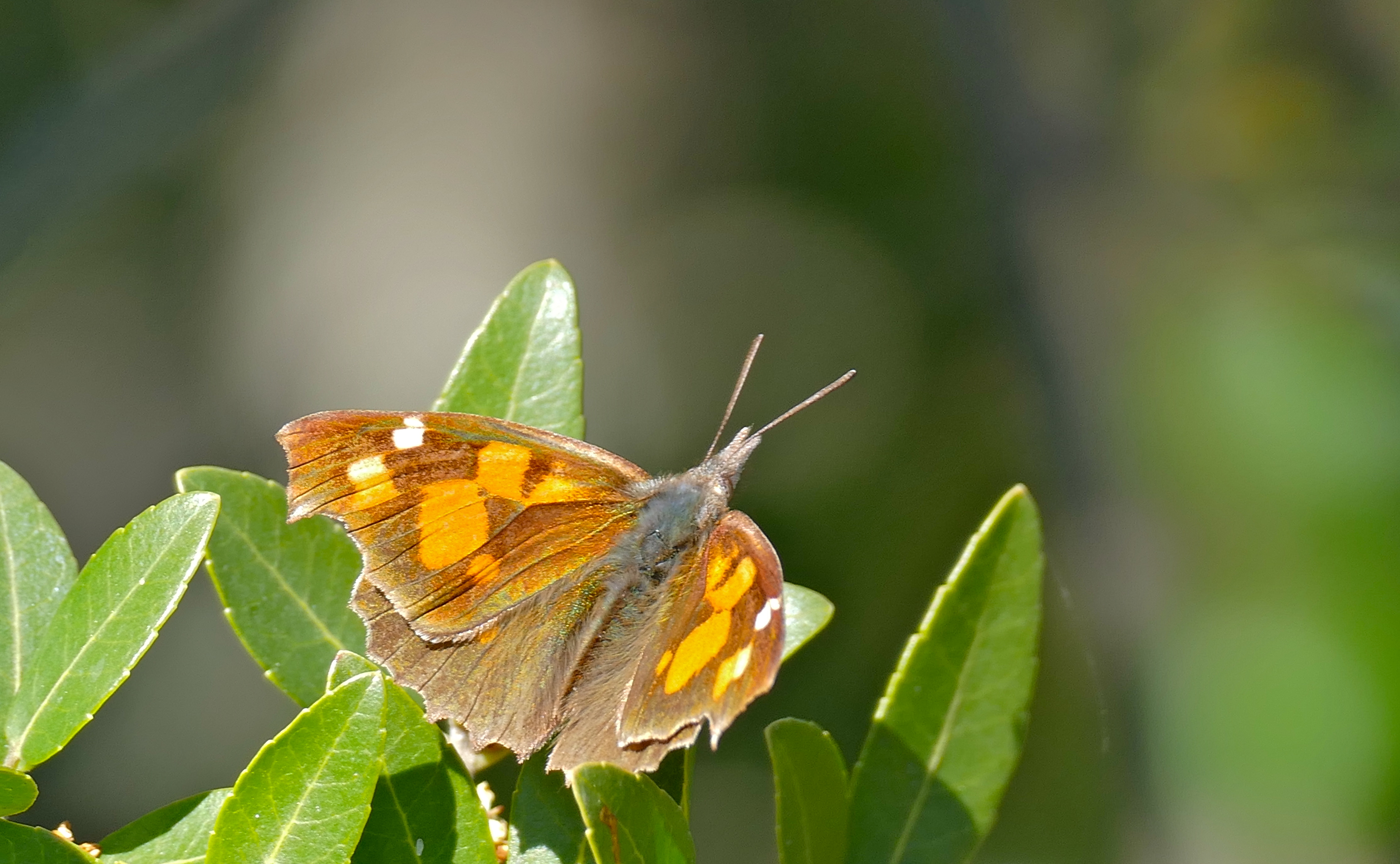
Face dorsale
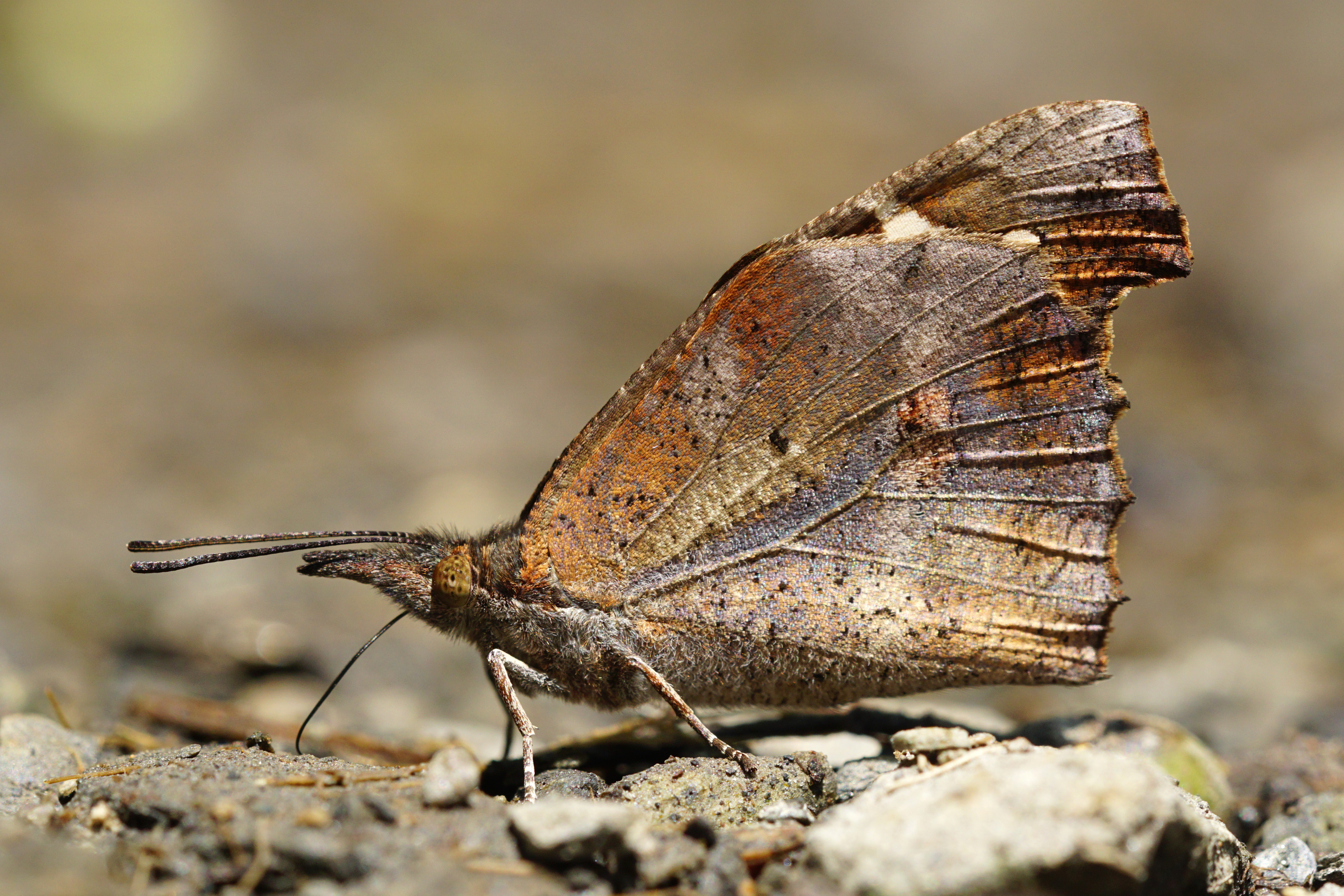
Revers mâle

### Chenille
Au début, la chenille est marron à lignes claires, puis sa tête est ocre à vert jaune et son corps vert à marron avec une partie dorsale plus foncée ornée d'une ligne claire et sur les flancs une bande blanche.

## Biologie

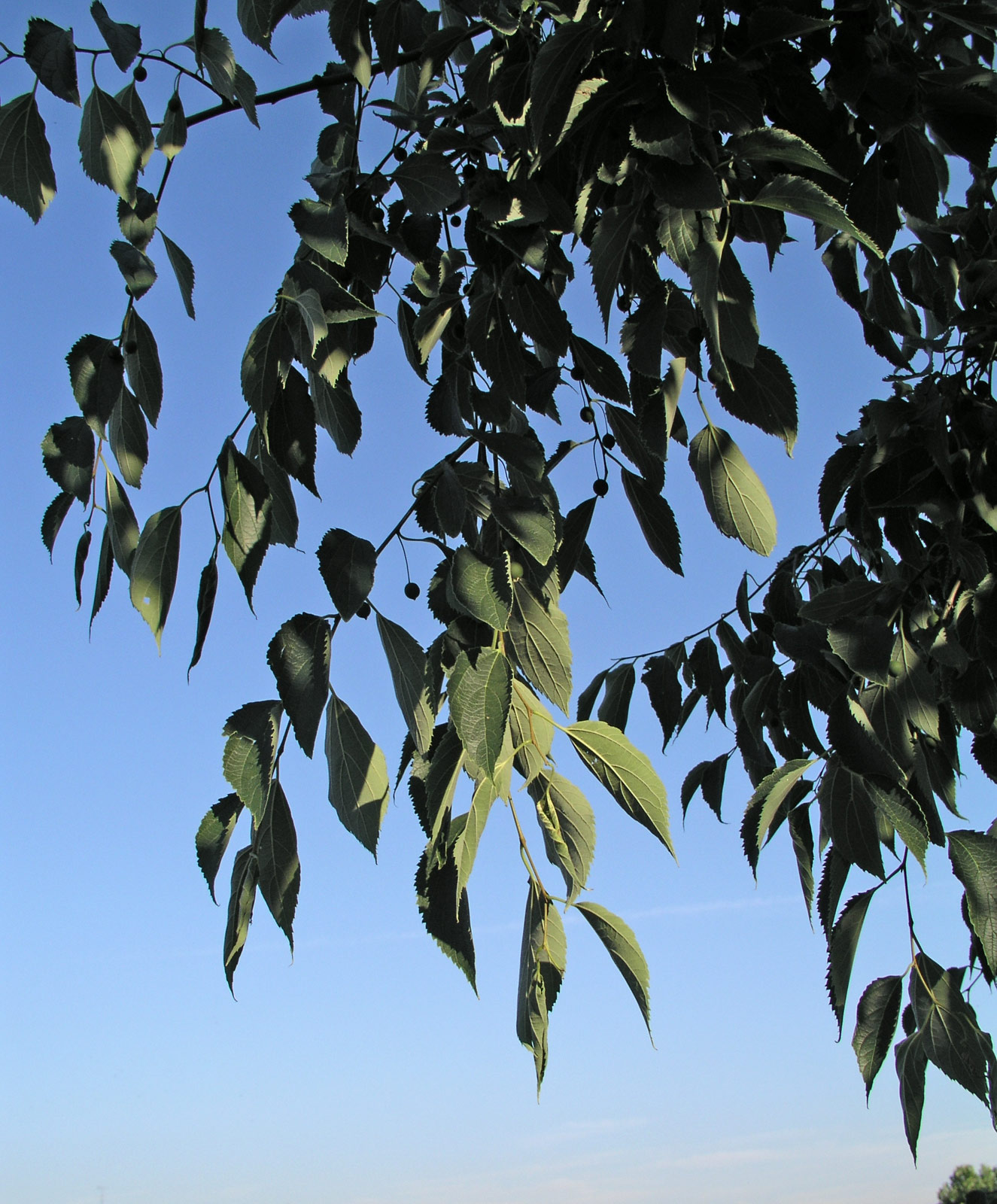
Le Micocoulier de Provence, plante hôte larvaire de l'Échancré.

### Période de vol et hivernation
Il vole de juin à septembre, en une génération. Pendant l'été il se disperse sur une grande surface. C'est plus une stratégie de recherche de territoire qu'une véritable migration. Puis, dans certains lieux dès la fin août, il hiverne et réapparaît fin mars ou début avril.
L'Échancré pratique dans les régions sèches une migration verticale entre le maquis et les sapinières de montagne. Il émerge au printemps en plaine puis migre en altitude dans la montagne et y reste les mois d'été pour redescendre à l'automne en basse altitude.

### Plantes hôtes
Sa plante hôte est le Micocoulier de Provence (Celtis australis).

## Distribution et biotopes

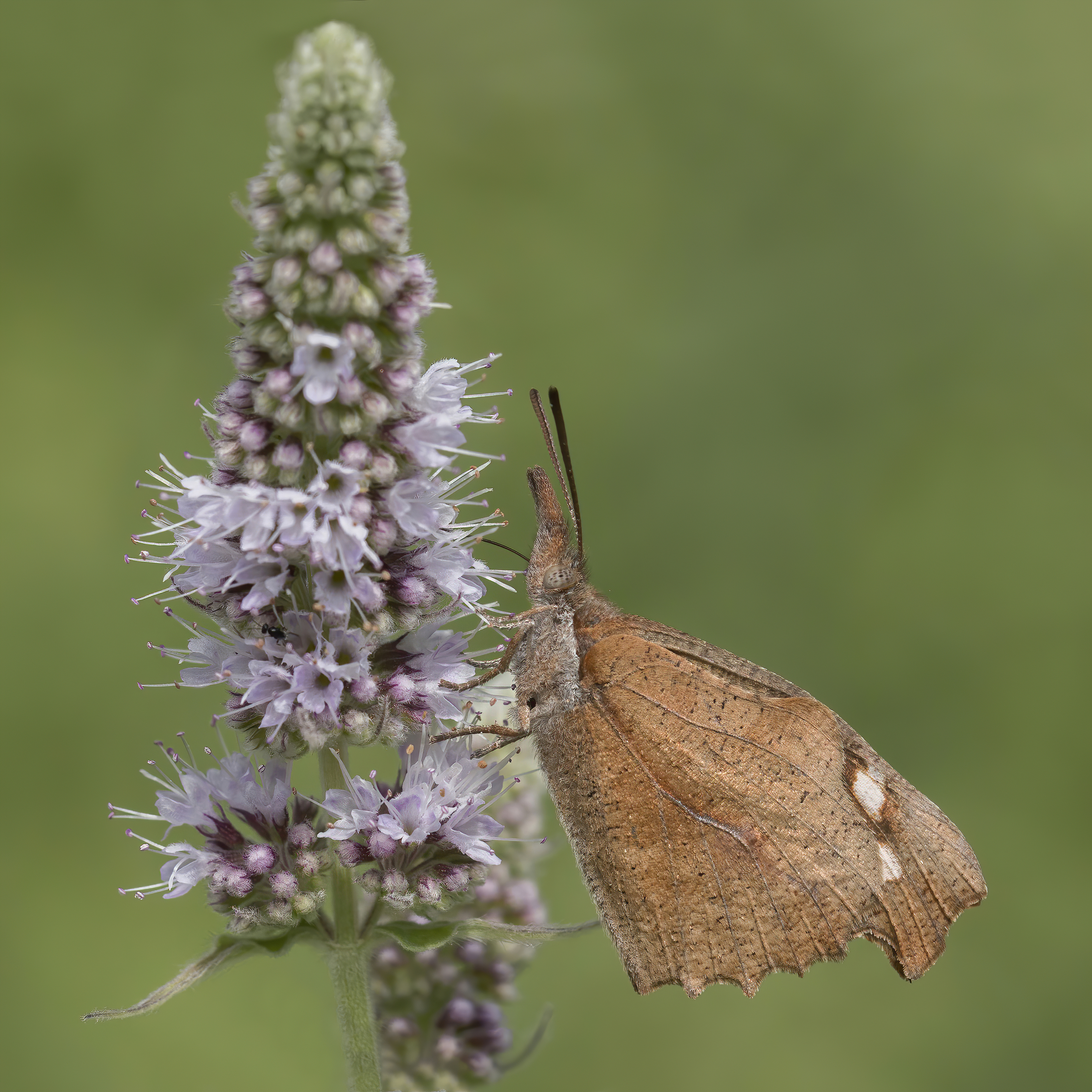
Revers d'un imago posé sur une lamiacée, en Bulgarie.

Il est présent dans tout le sud de l'Europe (le Sud de l'Espagne, de la France, de l'Autriche, Italie, Grèce), la côte méditerranéenne de l'Afrique du Nord, toutes les îles de la Méditerranée, l'Asie mineure, la Sibérie, la Chine, le Japon, Taïwan.
En France métropolitaine, il est présent dans une quinzaine de départements du quart sud-est et en Corse.

### Biotope
Le papillon reste à proximité de la plante-hôte de sa chenille, ou y revient après avoir passé la saison sèche en altitude[réf. souhaitée].

## Systématique
L'espèce Libythea celtis a été décrite par l'entomologiste autrichien Johann Nepomuk von Laicharting en 1782 sous le nom initial de Papilio celtis.
La localité type est Bolzano (Italie).

### Synonymes
- Papilio celtis Laicharting, 1782 Protonyme
- Libythea celtis ab. pallida Dannehl, 1927
- Libythea celtis ab. pygmaea  Dannehl, 1927[6]

### Taxinomie
Sous-espèces
- Libythea celtis celtis (Fuessly, 1782) présent en Europe, en Asie mineure et au Pakistan.
- Libythea celtis amamiana (Shirozu, 1956)
- Libythea celtis celtoides (Fruhstorfer, 1909
- Libythea celtis chinensis (Fruhstorfer, 1909)
- Libythea celtis formosana (Fruhstorfer, 1909) présent à Taïwan.
- Libythea celtis leptoides (Moore) présent à Ceylan et en Inde.
- Libythea celtis lepita (Moore, 1858) le Common Beak présent en Chine, Ceylan, et dans le sud de l'Inde[7]

## Noms vernaculaires
- en français : l’Échancré ou la Libythée du micocoulier
- en anglais : European Beak ou Nettle-tree Butterfly
- en néerlandais : snuitvlinder
- en turc : Çitlenbik Kelebeği[8]

## L'Échancré et l'Homme

### Protection
Pas de statut de protection particulier.

### Philatélie
La poste hongroise a émis une série sur les papillons comprenant Libythea celtis.

### Liens taxonomiques
- (en) Catalogue of Life : Libythea celtis Fuessly, 1782 (consulté le 16 décembre 2020)
- (en) NCBI : Libythea celtis (taxons inclus)
- (en) Tree of Life Web Project : Libythea celtis
- (en) Fauna Europaea : Libythea celtis (Laicharting, 1782) (consulté le 21 mars 2023)
- (fr) INPN : Libythea celtis (TAXREF)